# Márton Vas
Pour les articles homonymes, voir Vas.
Márton Vas (né le 2 mars 1980 à Dunaújváros en Hongrie) est un joueur professionnel de hockey sur glace hongrois devenu entraîneur.

## Biographie

### Carrière de joueur
En 1996-97, il commence sa carrière comme défenseur dans la Ligue hongroise avec son club formateur, le Dunaferr SE Dunaújváros. En 1997, il part en Amérique du Nord. Pendant trois ans, il évolue dans les ligues juniors. Il joue un an avec les Mountaineers de Flagstaff dans la Western States Hockey League puis deux saisons avec les Hawks de Hawkesbury de la Ligue centrale de hockey junior A. De retour à Dunaújváros, il remporte le championnat en 1998, 2000, et 2002 et à six reprises la Coupe de Hongrie en 1998, et de 2000 à 2004. Il a fait deux passages en Suède en division 1 tout d'abord en 2000-01 avec le club de Vänersborgs HC puis en 2003-04 avec le Grums IK.
À partir de 2000, il participe parallèlement au championnat local à l'Interliga. Il va s'imposer à l'étranger en 2006. Il est en effet recruté par Luciano Basile entraîneur des Diables Rouges de Briançon en compagnie de son compatriote Viktor Szélig, lors des Championnats du monde 2006 à Amiens. Basile qui a été pendant un temps l'adjoint de Pat Cortina, entraîneur de la sélection magyare active une filière hongroise qui a connu peu de représentants en Ligue Magnus.
Les difficultés financières que connaît le club de Dunaújváros ont facilité ce départ vers la France. Si Vas a déjà évolué au poste de défenseur, c'est comme attaquant qu'il signe avec le club des Hautes-Alpes en 2006-2007. Il est aligné sur la deuxième ligne d'attaque avec les deux meilleurs pointeurs de l'équipe Pierre-Luc Sleigher et Jean-François Dufour. Le parcours des diables rouges s'arrête en demi-finale des playoffs face à Grenoble. Vas n'inscrit aucun but durant ces séries. En 2007-2008, l'ailier gauche Balázs Ladányi qui joue sur sa ligne en sélection nationale magyare rejoint l'équipe. Les deux joueurs évoluent ensemble mais aucun partenaire n'arrive à s'imposer durablement sur cette deuxième ligne. Briançon fait longtemps la course en tête lors de la saison régulière mais cafouille lors des derniers matchs et termine seconde derrière les Dragons de Rouen. Lors de la demi-finale de championnat contre les grenoblois remportée trois victoires à zéro, il inscrit deux tirs au but face au portier international français des brûleurs de loups Eddy Ferhi lors du second match et inscrit un but égalisateur à deux buts partout lors de l'ultime manche. Cette rencontre se départage également aux tirs au but mais Vas voit sa tentative stoppée. L'équipe qui avait échoué en finale de la Coupe de la Ligue s'incline également en finale de la Ligue Magnus contre les Dragons rouennais. En 2008, l'équipe est battue en huitième de finale de la Coupe de France chez les Ducs de Dijon 3-1. Elle s'incline en finale de Coupe de la Ligue contre les Brûleurs de Loups de Grenoble 4-3 après prolongation. Les briançonnais, premiers de la saison régulière, sont défaits trois victoires à une en finale de la Ligue Magnus contre cette même équipe. Les grenoblois réalisent le quadruplé avec en plus le match des champions et la Coupe de France.

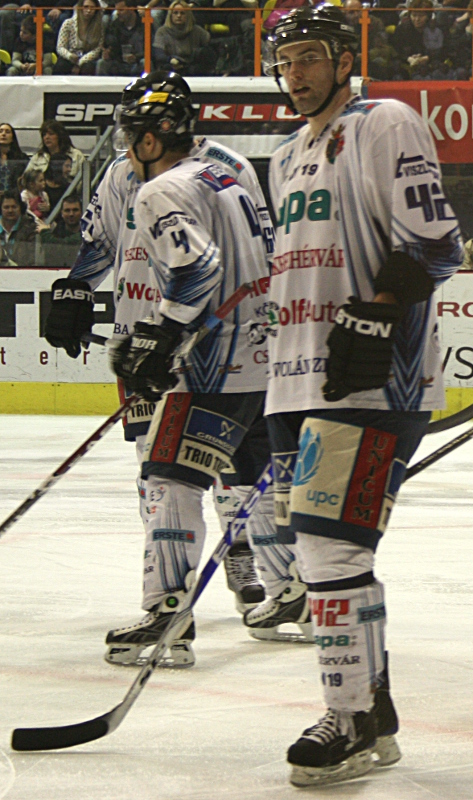
Vas avec l'Alba Volán Székesfehérvár.

En 2009, il signe en compagnie de ses coéquipiers Balázs Ladányi et Tommi Satosaari à Alba Volán pensionnaire du championnat d'Autriche.
En 2013, il rejoint le Löwen Frankfurt dans l'Oberliga, le troisième niveau allemand pour évoluer au poste de défenseur.

### Carrière internationale
Il représente l'équipe de Hongrie au niveau international. En 2003, il participe à ses premiers championnats du monde senior. Alors qu'il n'avait jamais marqué le moindre but dans cette compétition, il inscrit cinq filets lors de l'édition 2006. Il termine second pointeur derrière l'allemand Sascha Goc (6 réalisations) ex-aequo avec le britannique Matthew Myers. En 2008, il est l'un des artisans de la montée de la Hongrie en élite. Il termine troisième pointeur de la compétition à égalité avec le japonais Darcy Mitani derrière ses compatriotes Balázs Ladányi et Krisztián Palkovics et second passeur derrière ce dernier. Quelques semaines avant l'échéance des mondiaux 2009, Gábor Ocskay, joueur cadre de la sélection magyare décède d'une crise cardiaque. La Hongrie joue en sa mémoire mais elle termine seizième et dernière. Au cours de la compétition, l'entraîneur Pat Cortina associe Márton Vas à Balázs Ladányi et Imre Peterdi. La sélection magyare est reléguée en division 1.
De 2015 à 2016, il est nommé capitaine de la Hongrie lors des échéances internationales.

### Carrière d'entraîneur
En 2017, il devient entraîneur de l'équipe de Hongrie moins de 18 ans. La saison suivante, il prend les rênes de la sélection junior hongroise. De 2020 à 2022, il est le manager général de plusieurs sélections nationales dont la sélection nationale masculine, la sélection féminine et la sélection junior. En 2022-2023, il reprend un rôle d'entraîneur au sein de la sélection junior. En juin 2023, il devient entraîneur de son ancien club des Diables rouges de Briançon dans la Ligue Magnus. À l'issue de la saison, les diables rouges terminent douzièmes et derniers de la Ligue Magnus. Vas ne prolonge pas son contrat à Briançon et le 11 avril 2024 est annoncé entraîneur des Rapaces de Gap pour la saison 2024-2025.

## Trophées et honneurs personnels
Ligue Magnus
- Octobre 2006: élu dans l'équipe type de hockeyarchives[9].

## Parenté dans le sport
Son frère cadet János Vas est également joueur professionnel de hockey sur glace. Son frère ainé Mátyás Vas a joué en Borsodi Liga de 1999 à 2005.

## Statistiques

### En club
| Saison    | Équipe                    | Ligue               |    | Saison régulière | Saison régulière | Saison régulière | Saison régulière | Saison régulière |   | Séries éliminatoires | Séries éliminatoires | Séries éliminatoires | Séries éliminatoires | Séries éliminatoires |
| Saison    | Équipe                    | Ligue               | PJ | B                | A                | Pts              | Pun              | PJ               | B | A                    | Pts                  | Pun                  |                      |                      |
| 1996-1997 | Dunaferr SE Dunaújváros   | Ligue Hongroise     |    | 0                | 0                | 0                | 2                |                  |   |                      |                      |                      |                      |                      |
| 1997-1998 | Mountaineers de Flagstaff | WSHL                |    |                  |                  |                  |                  |                  |   |                      |                      |                      |                      |                      |
| 1997-1998 | Dunaferr SE Dunaújváros   | Ligue Hongroise     | 0  | 0                | 0                | 0                | 0                |                  |   |                      |                      |                      |                      |                      |
| 1998-1999 | Hawks de Hawkesbury       | LCHJA               | 49 | 9                | 26               | 35               | 12               |                  |   |                      |                      |                      |                      |                      |
| 1998-1999 | Dunaferr SE Dunaújváros   | Ligue Hongroise     | 0  | 0                | 0                | 0                | 0                |                  |   |                      |                      |                      |                      |                      |
| 1999-2000 | Hawks de Hawkesbury       | LCHJA               |    |                  |                  |                  |                  |                  |   |                      |                      |                      |                      |                      |
| 1999-2000 | Dunaferr SE Dunaújváros   | Ligue Hongroise     | 0  | 0                | 0                | 0                | 0                |                  |   |                      |                      |                      |                      |                      |
| 1999-2000 | Dunaferr SE Dunaújváros   | Interliga           | 27 | 0                | 4                | 4                | 65               |                  |   |                      |                      |                      |                      |                      |
| 2000-2001 | Dunaferr SE Dunaújváros   | Ligue Hongroise     | 17 | 8                | 11               | 19               | 2                |                  |   |                      |                      |                      |                      |                      |
| 2000-2001 | Dunaferr SE Dunaújváros   | Interliga           | 19 | 1                | 3                | 4                | 0                |                  |   |                      |                      |                      |                      |                      |
| 2001-2002 | Vänersborgs HC            | Division 1 suédoise |    |                  |                  |                  |                  |                  |   |                      |                      |                      |                      |                      |
| 2001-2002 | Dunaferr SE Dunaújváros   | Ligue Hongroise     | 11 | 2                | 5                | 7                | 2                |                  |   |                      |                      |                      |                      |                      |
| 2001-2002 | Dunaferr SE Dunaújváros   | Interliga           | 11 | 0                | 2                | 2                | 6                |                  |   |                      |                      |                      |                      |                      |
| 2002-2003 | Dunaferr SE Dunaújváros   | Ligue Hongroise     |    |                  |                  |                  |                  |                  |   |                      |                      |                      |                      |                      |
| 2002-2003 | Dunaferr SE Dunaújváros   | Interliga           | 16 | 4                | 2                | 6                | 12               |                  |   |                      |                      |                      |                      |                      |
| 2003-2004 | Grums IK                  | Division 1 suédoise |    |                  |                  |                  |                  |                  |   |                      |                      |                      |                      |                      |
| 2003-2004 | Dunaferr SE Dunaújváros   | Ligue Hongroise     | 5  | 0                | 1                | 1                | 0                |                  |   |                      |                      |                      |                      |                      |
| 2004-2005 | Dunaferr SE Dunaújváros   | Ligue Hongroise     | 16 | 12               | 8                | 20               | 14               |                  |   |                      |                      |                      |                      |                      |
| 2004-2005 | Dunaferr SE Dunaújváros   | Interliga           | 18 | 7                | 7                | 14               | 8                |                  |   |                      |                      |                      |                      |                      |
| 2005-2006 | Dunaferr SE Dunaújváros   | Ligue Hongroise     |    |                  |                  |                  |                  |                  |   |                      |                      |                      |                      |                      |
| 2005-2006 | Dunaferr SE Dunaújváros   | Interliga           | 21 | 4                | 10               | 14               | 16               | 2                | 0 | 1                    | 1                    | 0                    |                      |                      |
| 2006-2007 | Briançon                  | Ligue Magnus        | 26 | 15               | 21               | 36               | 12               | 8                | 0 | 3                    | 3                    | 10                   |                      |                      |
| 2006-2007 | Briançon                  | CdF                 | 4  | 4                | 1                | 5                | 2                |                  |   |                      |                      |                      |                      |                      |
| 2006-2007 | Briançon                  | CdlL                | 4  | 4                | 1                | 5                | 0                |                  |   |                      |                      |                      |                      |                      |
| 2007-2008 | Briançon                  | Ligue Magnus        | 26 | 10               | 15               | 25               | 16               | 9                | 3 | 4                    | 7                    | 6                    |                      |                      |
| 2007-2008 | Briançon                  | CdF                 | 3  | 0                | 1                | 1                | 0                |                  |   |                      |                      |                      |                      |                      |
| 2007-2008 | Briançon                  | CdlL                | 7  | 3                | 4                | 7                | 4                |                  |   |                      |                      |                      |                      |                      |
| 2008-2009 | Briançon                  | Ligue Magnus        | 22 | 9                | 20               | 29               | 16               | 12               | 2 | 10                   | 12                   | 6                    |                      |                      |
| 2008-2009 | Briançon                  | CdF                 | 1  | 0                | 0                | 0                | 0                |                  |   |                      |                      |                      |                      |                      |
| 2008-2009 | Briançon                  | CdlL                | 9  | 4                | 3                | 7                | 6                |                  |   |                      |                      |                      |                      |                      |
| 2009-2010 | Alba Volán Székesfehérvár | EBEL                | 53 | 14               | 22               | 36               | 30               | 5                | 3 | 1                    | 4                    | 4                    |                      |                      |
| 2009-2010 | Alba Volán Székesfehérvár | OB I. Bajnokság     |    |                  |                  |                  |                  | 7                | 8 | 4                    | 12                   | 4                    |                      |                      |
| 2010-2011 | Alba Volán Székesfehérvár | EBEL                | 54 | 25               | 27               | 52               | 22               |                  |   |                      |                      |                      |                      |                      |
| 2010-2011 | Alba Volán Székesfehérvár | OB I. Bajnokság     |    |                  |                  |                  |                  | 7                | 4 | 8                    | 12                   | 4                    |                      |                      |
| 2011-2012 | Alba Volán Székesfehérvár | EBEL                | 50 | 20               | 31               | 51               | 24               | 6                | 2 | 3                    | 5                    | 2                    |                      |                      |
| 2011-2012 | Alba Volán Székesfehérvár | OB I. Bajnokság     | -  | -                | -                | -                | -                | 7                | 5 | 7                    | 12                   | 6                    |                      |                      |
| 2012-2013 | Alba Volán Székesfehérvár | EBEL                | 53 | 12               | 19               | 31               | 22               | -                | - | -                    | -                    | -                    |                      |                      |
| 2013-2014 | Löwen Frankfurt           | Oberliga            | 37 | 16               | 40               | 56               | 8                | 18               | 3 | 19                   | 22                   | 8                    |                      |                      |
| 2014-2015 | Löwen Frankfurt           | DEL2                | 51 | 7                | 27               | 34               | 34               | 10               | 2 | 9                    | 11                   | 10                   |                      |                      |
| 2015-2016 | HC Fassa                  | Serie A             | 42 | 10               | 27               | 37               | 40               | 5                | 1 | 1                    | 2                    | 4                    |                      |                      |
| 2016-2017 | EHC Freiburg              | DEL2                | 52 | 17               | 28               | 45               | 18               | 7                | 2 | 1                    | 3                    | 4                    |                      |                      |

### En équipe nationale
| Année | Compétition                   |   | PJ | B | A | Pts | Pun | +/-                                                   |  | Résultat |
| 1999  | Championnat du monde junior B | 5 | 0  | 2 | 2 | 18  | -5  | 8e place du mondial B (relégué au mondial C)          |  |          |
| 2000  | Championnat du monde junior C | 4 | 0  | 2 | 2 | 4   | -1  | 4e place du mondial C                                 |  |          |
| 2003  | Championnat du monde D1       | 3 | 0  | 3 | 3 | 0   | -3  | 3e place de la division 1, groupe A                   |  |          |
| 2004  | Championnat du monde D1       | 5 | 0  | 2 | 2 | 8   | +1  | 4e place de la division 1, groupe A                   |  |          |
| 2005  | Championnat du monde D1       | 5 | 0  | 0 | 0 | 0   | +1  | 3e place de la division 1, groupe A                   |  |          |
| 2006  | Championnat du monde D1       | 5 | 5  | 1 | 6 | 2   | 0   | 4e place de la division 1, groupe A                   |  |          |
| 2007  | Championnat du monde D1       | 5 | 1  | 4 | 5 | 2   | +3  | Médaille d'argent de la division 1, groupe B          |  |          |
| 2008  | Championnat du monde D1       | 5 | 4  | 2 | 6 | 2   | +6  | 1re place de la division 1, groupe B (promu en élite) |  |          |
| 2008  | Qualification olympique       | 3 | 0  | 2 | 2 | 0   | +2  | 1re place du groupe C                                 |  |          |
| 2009  | Qualification olympique       | 3 | 1  | 1 | 2 | 0   | 0   | 4e place du groupe F                                  |  |          |
| 2009  | Championnat du monde          | 6 | 0  | 1 | 1 | 8   | -3  | 16e place (relégué en D1)                             |  |          |
| 2010  | Championnat du monde D1       | 5 | 4  | 1 | 5 | 0   | +3  | 2e place de la division 1, groupe B                   |  |          |
| 2011  | Championnat du monde D1       | 4 | 3  | 5 | 8 | 4   | +6  | 2e place de la division 1, groupe A                   |  |          |
| 2012  | Championnat du monde D1A      | 5 | 3  | 2 | 5 | 0   | -2  | 3e place de la division 1A                            |  |          |
| 2012  | Qualification olympique       | 3 | 3  | 4 | 7 | 2   | +6  | 2e place du groupe G                                  |  |          |
| 2013  | Championnat du monde D1A      | 5 | 1  | 5 | 6 | 2   | +3  | 3e place de la division 1A                            |  |          |
| 2014  | Championnat du monde D1A      | 5 | 2  | 3 | 5 | 4   | +2  | 5e place de la division 1A                            |  |          |
| 2015  | Championnat du monde D1A      | 5 | 1  | 1 | 2 | 2   | +5  | 2e place de la division 1A (promu)                    |  |          |
| 2016  | Qualification olympique       | 3 | 0  | 0 | 0 | 0   | +2  | 2e place du groupe H                                  |  |          |
| 2016  | Championnat du monde          | 7 | 1  | 1 | 2 | 2   | -6  | 15e place (relégué en D1A)                            |  |          |

## Évolution en Ligue Magnus
- Premier match: le 9 septembre 2006 au Mont-Blanc.
- Premier point: le 9 septembre 2006 au Mont-Blanc.
- Premier but: le 30 septembre 2006 face à Rouen.
- Plus grand nombre de points en un match: 5, le 30 novembre 2008 face à Strasbourg.
- Plus grand nombre de buts en un match: 2 (plusieurs fois).
- Plus grand nombre d'assistances en un match: 3, 
le 13 janvier 2007 face à Amiens; 
le 30 novembre 2008 face à Strasbourg.

## Roller in line hockey
Il joue ses premiers mondiaux de roller in line en 1996 avec la sélection de Hongrie. En 2008, lors de sa cinquième participation, il inscrit un quadruplé contre le Japon lors du premier match. Malgré tout, les japonais s'imposent 6-5 en prolongation.

### Statistiques en équipe nationale
| Année | Édition | PJ | B | A | Pts | Pun | Résultat                            |
| ----- | ------- | -- | - | - | --- | --- | ----------------------------------- |
| 1996  | CM      | ?  | ? | ? | ?   | ?   | ?                                   |
| 2003  | CM      | 6  | 4 | 2 | 6   | 3.0 | 4e de la division 1                 |
| 2007  | CM      | 6  | 4 | 3 | 7   | 1.5 | Médaille de bronze de la division 1 |
| 2008  | CM      | 5  | 5 | 5 | 10  | 1.5 | 5ede la division 1                  |